# Abbottabad
Abbottabad (urdu:ایبٹ آباد) er en by beliggende i Hazara regionen, i Khyber Pakhtunkhwa provinsen i Pakistan. Byen er beliggende i Orash-dalen, 55 km nordøst for Islamabad og 150 km øst for Peshawar. Abbottabad er kendt i hele Pakistan for sit behagelige klima, høje standard af uddannelsesinstitutioner og militære anlæg.

## Osama bin Laden
Den 2. maj 2011 meddelte USAs præsident Barack Obama at den eftersøgte Osama bin Laden dagen før var blev dræbt i byen, efter et amerikansk angreb fra soldater fra United States Naval Special Warfare Development Group mod en bolig der var beskyttet af en 5.5 meter høj mur.